# Jednotný programový dokument pro Cíl 2
Jednotný programový dokument pro Cíl 2 (zkratka JPD 2) byl jedním ze dvou pražských operačních programů v období 2004-2006. Byl podporován z Evropského fondu regionálního rozvoje (ERDF), který je jedním ze strukturálních fondů Evropské unie.
Podmínkou bylo soustředit podporu na ty části Prahy, které se potýkají s největšími problémy. Na základě této podmínky a dalších specifikací stanovených Evropskou komisí bylo jako tzv. "vybrané území" zvoleno 24 městských částí, převážně v severovýchodní a východní části města. Byly to městské části: Praha 1, Praha 8, Praha 9, Praha 12, Praha 14, Praha 15, Praha 19, Praha 20, Praha 21, Praha 22, Praha-Běchovice, Praha-Březiněves, Praha-Dolní Chabry, Praha-Dolní Měcholupy, Praha-Dolní Počernice, Praha-Dubeč, Praha-Ďáblice, Praha-Klánovice, Praha-Koloděje, Praha-Libuš, Praha-Petrovice, Praha-Satalice, Praha-Štěrboholy a Praha-Vinoř. Toto území představovalo 40,7 % rozlohy města a 31 % obyvatel města.
Šlo o investičně zaměřený program podporující projekty zaměřené na zlepšení prostředí ve městě, dopravní obslužnost a podnikání.

## Zaměření podpory
Program obsahoval čtyři priority a celkem osm opatření.
Priorita 1 Revitalizace a rozvoj městského prostředí
- 1.1 Dopravní systémy podporující přeměnu městského prostředí

Zaměřeno na veřejnou dopravu (MHD, železnice) a dopravní obslužnost území, na která se zaměřují opatření 1.2 a 1.3.
- 1.2 Regenerace poškozených a nevhodně využívaných ploch

Obnova zanedbaných a bývalých průmyslových ploch, odstranění ekologických zátěží, projekty technické infrastruktury, malá protipovodňová opatření.
- 1.3 Veřejná infrastruktura zlepšující kvalitu života zejména na sídlištích

Rozvoj nabídky služeb, aby na sídlištích byla dostatečná občanská vybavenost. Zajištění bezpečnosti na veřejných prostranstvích. Podpora vytváření pracovních míst.

Priorita 2 Vytváření podmínek budoucí prosperity vybraného území
- 2.1 Zvýšení kvality partnerství veřejného a soukromého, neziskového sektoru, vědy a výzkumu

Zaměřeno na propojení výzkumného sektoru a podnikatelů s cílem zvýšení praktického využití výsledků výzkumu.
- 2.2 Podpora malého a středního podnikání; příznivé podnikatelské prostředí

Podpora podnikatelů a služeb pro podnikatele.
- 2.3 Rozvoj strategických služeb na podporu informační společnosti v Praze

Zaměřeno na budování informačních sítí pro potřeby správy města, rozvoje podnikání a přístupu obyvatelů k internetu.

Priorita 3 Technická pomoc
Určeno k zajištění chodu programu, o tyto prostředky se žadatelé neucházejí.
- 3.1 Technická pomoc I
- 3.2 Technická pomoc II

## Rozpočet
Praha na rozdíl od zbytku republiky spadala pod tzv. Cíl 2, proto byl rozsah podpory řádově nižší, než v ostatních regionech. Rozpočet programu byl 142,6 mil. €, tj. cca 4,4 mld. Kč (při kurzu 31 Kč/€), přičemž podíl evropských i národních finančních prostředků byl 50 %.
| Prioritní osa                     | rozpočet ERDF | rozpočet ČR | celkem      |
| --------------------------------- | ------------- | ----------- | ----------- |
| Dopravní dostupnost a rozvoje ICT | 53 620 127    | 53 620 127  | 107 240 254 |
| Životní prostředí                 | 15 896 679    | 15 896 679  | 31 793 358  |
| Technická pomoc                   | 1 778 594     | 1 778 594   | 3 557 188   |
| celkem                            | 71 295 400    | 71 295 400  | 142 590 800 |

## Dosavadní průběh
Program byl spuštěn v září 2004, poslední výzva k předkládání projektů skončila v březnu 2007. Celkem bylo vyhlášeno 6 výzev a schváleno 173 projektů (bez projektů technické pomoci).

### Příklady projektů
- Rekonstrukce tramvajové trati Sokolovská[2]
- Rekonstrukce Velkého Počernického rybníka[3]
- Rekonstrukce Fürstenberské zahrady[4]
- Revitalizace Kyjského rybníka
- Doplnění technické infrastruktury v nedostatečně vybavené lokalita Praha-Čakovice
- Sportovně volnočasový areál Freestyle Park Modřany[5]
- Inovační centrum a podnikatelský inkubátor[6]
- Inovační biomedicínské centrum Ústavu experimentální medicíny Akademie věd
- Obnova kulturní památky Chvalská tvrz pro rozvoj cestovního ruchu